# HD 103197 b
HD 103197 b (también conocido como HIP 57931 b) es un planeta extrasolar que orbita la estrella de tipo K de la secuencia principal HD 104067, localizado aproximadamente a 161 años luz, en la constelación de Centaurus.Este planeta tiene al menos un 10% de la masa de Júpiter y tarda 48 días en completar su periodo orbital, con un semieje mayor de 0,235 UA. Sin embargo, a diferencia de la mayoría de los exoplanetas conocidos, su excentricidad no se conoce, pero es habitual que se desconozca su inclinación. Este planeta fue detectado por HARPS el 19 de octubre de 2009, junto con otros 29 planetas. El astrónomo Wladimir Lyra (2009) ha propuesto Hylonome como el nombre común posible para HD 103197 b.